# Joshua Fatu
Joshua Samuel Fatu (San Francisco, 22 augustus 1985), beter bekend als Jey Uso, is een Amerikaans professioneel worstelaar die sinds 2010 actief is in de World Wrestling Entertainment.
Fatu staat bekend met zijn broer Jonathan (bekend als Jimmy Uso in WWE) als The Usos. Ze worstelde samen in 2010 voor Florida Championship Wrestling (FCW), een voormalige opleidingscentrum van WWE en bekwamen FCW Florida Tag Team Champions. Een jaar later werden ze gestuurd naar het hoofdrooster. Ze werden voornamelijk gemanaged door Tamina Snuka en Noami. Van 2021 tot 2023 maakte hij deel uit van The Bloodline, een worstelgroep onder de leiding van Roman Reigns. Hun broer, Solo Sikoa, maakte later ook deel uit van de groep.
Tijdens zijn tijd als lid van The Usos, bekwamen hun de langst regerende Tag Team Champions, met name 622 dagen. Zij zijn een 8-voudig Tag Team Champion, waarvan een 5-voudig SmackDown Tag Team Champion en 3-voudig Raw Tag Team Champion. The Usos zijn de eerste team die beide kampioenschappen tegelijkertijd heeft gewonnen als het Undisputed WWE Tag Team Championship.
Fatu heeft als allenstaande worstelaar de categorie 2020 Feud Of The Year gewonnen, uitgereikt door CBS Sports en de André The Giant Memorial Battle Royal-wedstrijd gewonnen in 2021. Bij het evenement WrestleMania XL, vocht hij tegen zijn broer in een overwinning.

## Prestaties
- CBS Sports
  - Feud of the Year (2020) vs. Roman Reigns[4]
  - Tag Team of the Year (2018) met Jimmy Uso[7]
- ESPN
  - Best storyline of the year (2022) als lid van The Bloodline en Sami Zayn[8]
  - Tag team of the year (2022) met  Jimmy Uso[8]
- Florida Championship Wrestling
  - FCW Florida Tag Team Championship (1 keer) – met Jimmy Uso
- New York Post
  - Storyline of the Year (2022) als lid van The Bloodline en Sami Zayn[9]
- Pro Wrestling Illustrated
  - Faction of the Year (2022) – part of The Bloodline
  - Tag Team of the Year (2014) – met Jimmy Uso
  - Gerangtschikt op #26 van de top 500 worstelaars in de PWI 500 in 2014[10]
  - Gerangschikt op #1 van de top 50 Tag Teams in de PWI Tag Team 50 in 2022 – met Jimmy Uso[11]
- Rolling Stone
  - Tag Team of the Year (2017) met Jimmy Uso[12]
- Wrestling Observer Newsletter
  - Feud of the Year (2023) als lid van The Bloodline vs. Kevin Owens en Sami Zayn[13]
- WWE
  - WWE Intercontinental Championship
  - WWE Raw Tag Team Championship (4 keer) – met Jimmy Uso (3) en Cody Rhodes (1)
  - WWE SmackDown Tag Team Championship (6 keer) – met Jimmy Uso (5) en Cody Rhodes (1)
  - André the Giant Memorial Battle Royal (2021)[5]
  - Slammy Award (2 keer)
    - Tag Team of the Year (2014, 2015) – met Jimmy Uso[14][15]

## Persoonlijk leven
Fatu trouwde in 2015 met zijn vrouw Takecia Travis. Ze hebben samen twee zonen, Jaciyah en Jeyce.